# 창정 전투
창정 전투(倉亭之戰)는 후한말 군벌인 조조와 원소가 격돌한 관도 전역의 마무리 전투이다. 이 전투에서 조조가 승리함으로 인하여 관도 전역은 조조의 승리로 마무리된다. 원소가 죽기 전에 마지막으로 조조와 대결한 전투이다.
관도 대전에서 조조가 승리한 이후, 황하 북쪽의 여러 고을들이 원소에게서 이반하여 조조에게 붙었다. 그러나 조조군은 많이 지쳐 있었기에 승리의 여세를 몰아칠 수 없었다. 이 시점에서 원소에게 남아 있는 황하 이남의 교두보는 오늘날 산동성 양곡현인 창정 뿐이었다.
조조는 본래 관도에서 승리한 직후 남쪽으로 향해 유표와 손권을 공략하려 했으나 순유가 아직 황하 유역에 원소의 세력이 일소되지 않았음을 이유로 이를 반대했다.  조조는 순유의 말을 듣고 원소와의 대치를 계속했다.
조조는 오늘날의 산동성 동평현인 안민(安民)이라는 곳에서 식량을 모았다. 안민은 앞선 전장이었던 관도와 원소의 최후 교두보인 창정과 모두 가까운 곳에 위치했다. 조조는 닥치는 대로 식량을 모았지만 황하 북쪽에 남아 있는 원소의 자원을 압도할 수는 없었다.
음력 4월 여름 조조는 창정을 공격하여 승리했다. 이로써 황하 남쪽의 원소 세력은 모두 사라졌다. 음력 9월이 되자 조조는 수도 허창으로 돌아갔고, 그동안 원소는 황하 이북에서 군사를 재정비하고 반란을 진압하며 관도 전역 이전의 질서를 회복했다. 여전히 원소의 세력이 조조에 비해 우위에 있었으나, 이듬해인 202년 음력 5월 여름 원소가 피를 토하며 급사했고, 이후 원소의 자식들은 내분을 일으켜 하북 전역에서 조조에게 각개격파당한다.